# Leandro D´amico
Leandro Nicolás D´amico (Buenos Aires, Argentina; 3 de marzo de 1981) es un futbolista argentino. Juega de delantero y su club actual es Acd Treporti, equipo que milita en el campeonato de Prima Categoria Veneta de Italia.

## Clubes
| Club                          | País      | Año         |
| ----------------------------- | --------- | ----------- |
| Huracán de Parque Patricios   | Argentina | 2001 - 2002 |
| Ferro Carril Oeste            | Argentina | 2002 - 2003 |
| Neuchâtel Xamax FC            | Suiza     | 2003 - 2004 |
| Chioggia Sottomarina          | Italia    | 2005 - 2006 |
| Belluno Pontealpi             | Italia    | 2006 - 2007 |
| Chacarita Juniors             | Argentina | 2008 - 2009 |
| Aldosivi de Mar del Plata     | Argentina | 2009 - 2010 |
| Canoas Sport Club             | Brasil    | 2010        |
| Jorge Newbery (Venado Tuerto) | Argentina | 2011 - 2012 |
| Club Deportivo Azogues        | Venezuela | 2013        |
| Estudiantes de San Luis       | Argentina | 2013        |
| Acd Treporti                  | Italia    | 2014        |